# Ulatowo-Borzuchy
Ulatowo-Borzuchy – przysiółek w Polsce położony w województwie mazowieckim, w powiecie przasnyskim, w gminie Krzynowłoga Mała.
W latach 1975–1998 miejscowość administracyjnie należała do województwa ostrołęckiego.
Przez miejscowość przepływa Ulatówka, niewielka rzeka dorzecza Narwi, dopływ Orzyca.